# Конвекційна піч

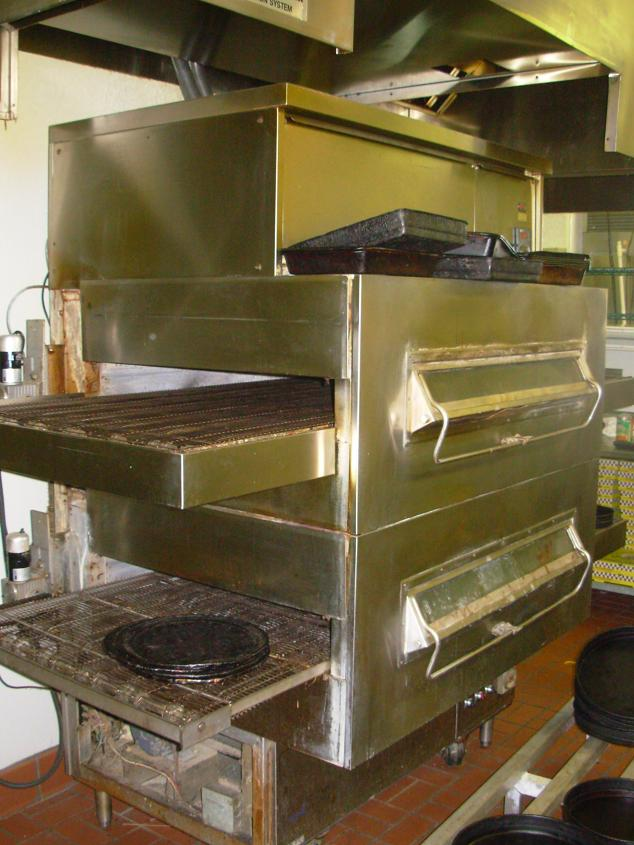
Промисловий аерогриль для приготування піци.

Аерогриль або конвекційна піч (англ. convection oven) — побутовий електроприлад, призначений для приготування їжі на потоках гарячого повітря. Являє собою скляну чашу, яка має підставку і накривається зверху кришкою. Всередині кришки знаходиться трубчастий електронагрівач і вентилятор, а зовні — панель керування.

## Назва
Цей прилад був винайдений в середині 1980-х років в США під назвою «конвекційна піч» (англ. convection oven).

## Будова і принцип роботи
Аерогриль це різновид конвекційної печі. Він має досить просту будову: кругла скляна колба на пластиковій підставці, кришка з ТЕНом і вентилятором. У деяких бюджетних моделях замість ТЕНа використовується галогенний нагрівач, який є екологічнішим (скло не схильне до окиснення і корозії), але має менший ресурс роботи. Більшість моделей також комплектуються металевим кільцем, яке може встановлюватися поверх скляної чаші, збільшуючи її обсяг.
Гаряче повітря надходить з усіх напрямків чаші зверху вниз, а потім знизу вгору до вентилятора. Таким чином, створюються вихрові повітряні потоки, в яких і готується їжа. Залежно від моделі, інтенсивність вихрового потоку може бути постійною, або мати кілька режимів.

## Переваги і недоліки
Переваги
- Можливе приготування без олії і жиру. Їжа нагрівається рівномірно і практично не пригорає;
- Відключення приладу відбувається за таймером і процес готування не вимагає присутності людини на кухні;
- Деякі страви в аерогрилі готуються помітно краще, ніж іншими способами[3];
- Для приготування підходить практично будь-який посуд.

Недоліки
- Порівняно малий обсяг;
- Більш тривалий у порівнянні з плитою час варіння;
- Висока витрата електроенергії[4];
- Необхідність виділення окремого жаростійкого місця на кухні.

## Використання
За допомогою конвекційної печі можна смажити м'ясо, запікати, робити випічку, стерилізувати банки, обсмажувати насіння, сушити фрукти і ягоди, розігрівати готову їжу. Всередину колби можна поміщати посуд з будь-якого термостійкого матеріалу, завдяки чому можна готувати перші страви, каші і печеню в горщиках.

### Особливості використання
- При варінні продукти краще заливати гарячою водою.
- Для приготування можна використовувати будь-який посуд з металу, кераміки або жаростійкого скла. Для скорочення часу приготування посуд повинен мати тонкі стінки.[5]